# Giải bóng đá hạng tư quốc gia Cộng hòa Síp 1989–90
Giải bóng đá hạng tư quốc gia Cộng hòa Síp 1989–90 là mùa giải thứ năm của giải bóng đá hạng tư Cộng hòa Síp. Giải đấu được chia thành 3 bảng theo khu vực địa lý, đại diện cho Quận Cộng hòa Síp. Các đội vô địch gồm:
- Bảng Nicosia-Keryneia: Olimpiada Neapolis FC
- Bảng Larnaca-Famagusta: APEAN Ayia Napa
- Bảng Limassol-Paphos: Tsaggaris Peledriou

Ba đội vô địch được thăng hạng Giải bóng đá hạng ba quốc gia Cộng hòa Síp 1990–91. Có 6 đội xuống chơi ở các giải khu vực.